# Brassens, le livre du souvenir
Brassens, le livre du souvenir  est un récit biographique du chanteur Georges Brassens écrit par Martin Monestier et Pierre Barlatier.

## Introduction
L'éditeur parle de livre-culte à propos de cet ouvrage. On y retrouve en tout cas ce qui a fait son succès à son corps défendant, ses costumes en velours côtelé, son air à la fois bourru et si fraternel. compter. Il y eut aussi ses chats quand il aimait rester 'auprès de son arbre' ou sur 'un banc public, tous les copains avec qui on se marrait, on se gobergeait, on blaguait et on se faisait des blagues.
Il était comme ça, peu de choses semblaient le toucher vraiment sauf ce qui était sacré à ses yeux, les copains bien sûr et puis la paix et la liberté, ses deux valeurs fondamentales. Il restait un peu à l'écart, marginal, un peu bougon, sans révolte contre l'irrémédiable.[non neutre]
- Ce livre-album est paru en deux versions :
  - Grand format (265 x 365), illustré de photographies avec retranscription d’un entretien avec Philippe Nemo diffusé sur France Culture en 1979, éditions Sand & Tchou, septembre 2001  (ISBN 2-7107-0143-X)
  - édition petit format (153 x 240), sans photographies, éditions Tchou, septembre 2006  (ISBN 2-7107-0744-6)
  - On peut aussi noter une première édition datant de 1982 et complétée par la suite, ainsi que la réédition du 1/10/2001 aux éditions Sand Tchou deans la collection Beaux livres, 232 pages,  (ISBN 2-71-070253-3)

## Présentation et synthèse
Naissance de Brassens 
« Sète, au 54 de la rue de l'Hospice :
L'arrivée, le 22 octobre 1921, de cette petite chose joufflue et braillarde n'est pas l'événement de la saison. Qui pourrait deviner que son nom figurera un jour dans le dictionnaire ? » Georges-Charles vient d'arriver mais par la suite, il s'en tiendra à son premier prénom.